# チャールズ・ディングル
チャールズ・ディングル（Charles Dingle、1887年12月28日 - 1956年1月19日）は、アメリカ合衆国の俳優。

## 主な出演作品
- 偽りの花園 The Little Foxes (1941)
- ジョニー・イーガー Johnny Eager (1941)
- 希望の降る街 The Talk of the Town (1942)
- 剣なき闘い Tennessee Johnson (1942)
- 奥様の冒険 Guest Wife (1945)
- 婿探し千万弗 Cinderella Jones (1946)
- 五本指の野獣 The Beast with Five Fingers (1946)
- アメリカン・ドリーミング If You Knew Susie (1948)
- 真紅の女 The President's Lady (1953) - アーウィン大尉